# ウェディングピーチ (ゲーム)
『ウェディングピーチ』は、小学館の少女漫画雑誌『ちゃお』にて連載された漫画を原作とするテレビアニメ『愛天使伝説ウェディングピーチ』を基にしたゲームソフトである。
本項では、以下のゲーム作品について記述する。
- 『ウェディングピーチ』（1995年9月29日発売、対応機種：スーパーファミコン）
- 『ウェディングピーチ 〜じゃ魔ピーパニック〜』（1995年12月8日発売、対応機種：ゲームボーイ）
- 『ウェディングピーチ』（1996年3月15日発売、対応機種：PC-98VX以降）
- 『ウェディングピーチ ドキドキお色直し』（1996年9月27日発売、対応機種：プレイステーション）

## ウェディングピーチ (スーパーファミコン)
1995年9月29日にケイエスエスから発売されたスーパーファミコン專用ゲームソフト。パッケージ裏のキャッチコピーは「恋のバトルで学園祭は大騷ぎ!」。
聖花園学園で行われる学園祭の最終日に、後夜祭で開かれるダンスパーティで先輩のパートナーになる権利を獲得するために3人の女子が対決するというバラエティーゲーム。1日当たりのミニゲーム数は4、6、8ゲームから選ぶことができるが、目押しでは間に合わなモグラたたき、完全に運に依存したアイテム探しなど、8種類のミニゲームはどれもかなりの高難易度。しかし、学園祭も終わりに近づいたとき、悪魔が現われて学園は大パニックとなる。3人は一時戦いをやめて愛天使に変身し、力を合わせて悪魔を倒すことになる。
声の出演
- ももこ / ピーチ - 氷上恭子
- ゆり / リリィ - 野上ゆかな
- ひなぎく / デイジー - 宮村優子
- ようすけ - 上田祐司
- じゃ魔ピー - 松本美和

## ウェディングピーチ 〜じゃ魔ピーパニック〜
1995年12月8日にケイエスエスから発売されたゲームボーイ專用ゲームソフト。パッケージ裏のキャッチコピーは「シッポでパネルをめくる新感覚アクションパズルゲーム!!」。

## ウェディングピーチ (PC-98VX)
1996年3月15日にケイエスエスから発売されたPC-98VX対応のカードバトル型のアドベンチャーゲーム。ゲームためのオリジナルストーリー特別編を展開させる作品を指す。渡辺真由美描き下ろし6人の新キャラクターが登場している。封入特典はゲーム用キャラクター設定と原画が満載のキャラクター・ブック付き。宣伝ポスターのキャッチコピーは「愛天使、全部あげる。」。
スクリーンセーバーソフト『ウェディングピーチ スクリーンセイバー for Windows』と同時発売。

### ストーリー
悪魔界の女王・レインデビラが人間界にいる愛天使抹殺のために黒羽一族の頭領ヴァルゾフとその妹ニーナを送り込んだ。

### 登場キャラクター

#### メインキャラクター
花咲 ももこ（はなさき ももこ） / ウェディングピーチ
声 - 氷上恭子
谷間 ゆり（たにま ゆり） / エンジェルリリィ
声 - 野上ゆかな
珠野 ひなぎく（たまの ひなぎく） / エンジェルデイジー
声 - 宮村優子
スカーレット 小原（スカーレット おはら） / エンジェルサルビア
声 - 今井由香
じゃ魔ピー
声 - 松本美和

#### 黒羽一族
遥か昔、悪魔界に落ちた天使の一族であり、天使界と悪魔界の戦いので命を落とした天使が悪魔界で転生してしまう。上半分が白い羽、下半分が黒い羽の翼を持っている。
黒羽とおる（くろば とおる） / ヴァルゾフ
声 - 千葉一伸
黒羽一族の頭領で、ニーナの兄。一人称は「俺」。容姿は緑色の髪をポニーテールに結んでいる。必殺技は「ダークシャドウソード」。
黒羽ニナ（くろば にな） / ニーナ
声 - 西村ちなみ
黒羽一族の副頭領で、ヴァルゾフの妹。一人称は「わたし」。容姿は薄紫の髪にショートヘア。必殺技は「ダークスティンガーナイフ」。
ジュラド
声 - 前川優子
闇天使四天王の最後の一人で、大地のジュラドと名乗った。一人称は「わたし」。容姿は翼と3枚の葉のついた冠を戴いた茶色の長髪の女性。必殺技は「アース・ギムレット」と「ゼルフィスストーム」。浄化される際「美しい緑の大地に愛咲き乱れ、喜びの歌が心に響く…。ラブ・イズ・フォーエバー！」のセリフと叫びながら浄化されていく。
シスイ
声 - 山口由里子
闇天使四天王の一人で、水のシスイと名乗った。一人称は「私」。容姿は背中に翼をつけ、渦を巻いた髪を持つ女性。必殺技は「フラッド・ショット」と「ドリルスプラッシュ」。浄化される際「みずみずしい清流のような清らかな心。お父さん、お母さんを大切に…。愛ー・にー・じゅぅー！」のセリフと叫びながら浄化されていく。
エントラン
声 - 西原久美子
闇天使四天王の一人で、炎のエントランと名乗った。一人称は「おいら」。容姿は両腕に翼をつけ、炎のような逆立った赤い短髪の子供。必殺技は「バーニング・フラッシュ」と「フレイムブラ〜ンチ」。浄化される際「熱く熱く、愛のハートが燃え上がる。ファイヤーラ〜ブ！」のセリフと叫びながら浄化されていく。
ミリガル
声 - 永吉由佳
闇天使四天王の一人で、風のミリガルと名乗った。一人称は「あたい」。容姿は両腿に翼をつけ、パンク・ファッション系の金髪の女性。ももこたちから「パンク女」と呼ばれる。必殺技は「バキューム・カッター」と「サンダートルネード」。浄化される際「ああ…さわやかな風に心洗われて、愛満ちて舞う美しき空。ラブ・アンド・ピィ〜ス！」のセリフと叫びながら浄化されていく。

### スタッフ
- 原作：富田祐弘、TENYU、谷沢直
- キャラクターデザイン：只野和子
- エグゼクティブプロデューサー：高野秀夫
- プロデューサー：渡邊靖
- ディレクター：芹澤正信、幡垣裕二
- シナリオ：松崎健一、布施はるか
- 絵コンテ・演出：藤代晴利
- ゲームオリジナルキャラクターデザイン・作画監督：渡辺真由美
- 背景作画：MAORU
- プログラム：四日一徹夜、魚
- ゲームサウンド：西野雅也
- アニメーションプロデューサー：岩川広司
- 作画進行：中林真理
- ボイス録音：KSSスタジオ
- 音響監督：三間雅文
- レコーディングエンジニア：蝦名恭範
- 開発：タオヒューマンシステムズ
- 制作・製作：KSS

## ウェディングピーチ ドキドキお色直し
1996年9月27日にケイエスエスから発売されたプレイステーション專用ゲームソフト。
声の出演
- 花咲ももこ - 氷上恭子
- 谷間ゆり - 野上ゆかな
- 珠野ひなぎく - 宮村優子
- じゃ魔ピー - 松本美和